# Stanisław Szeptycki

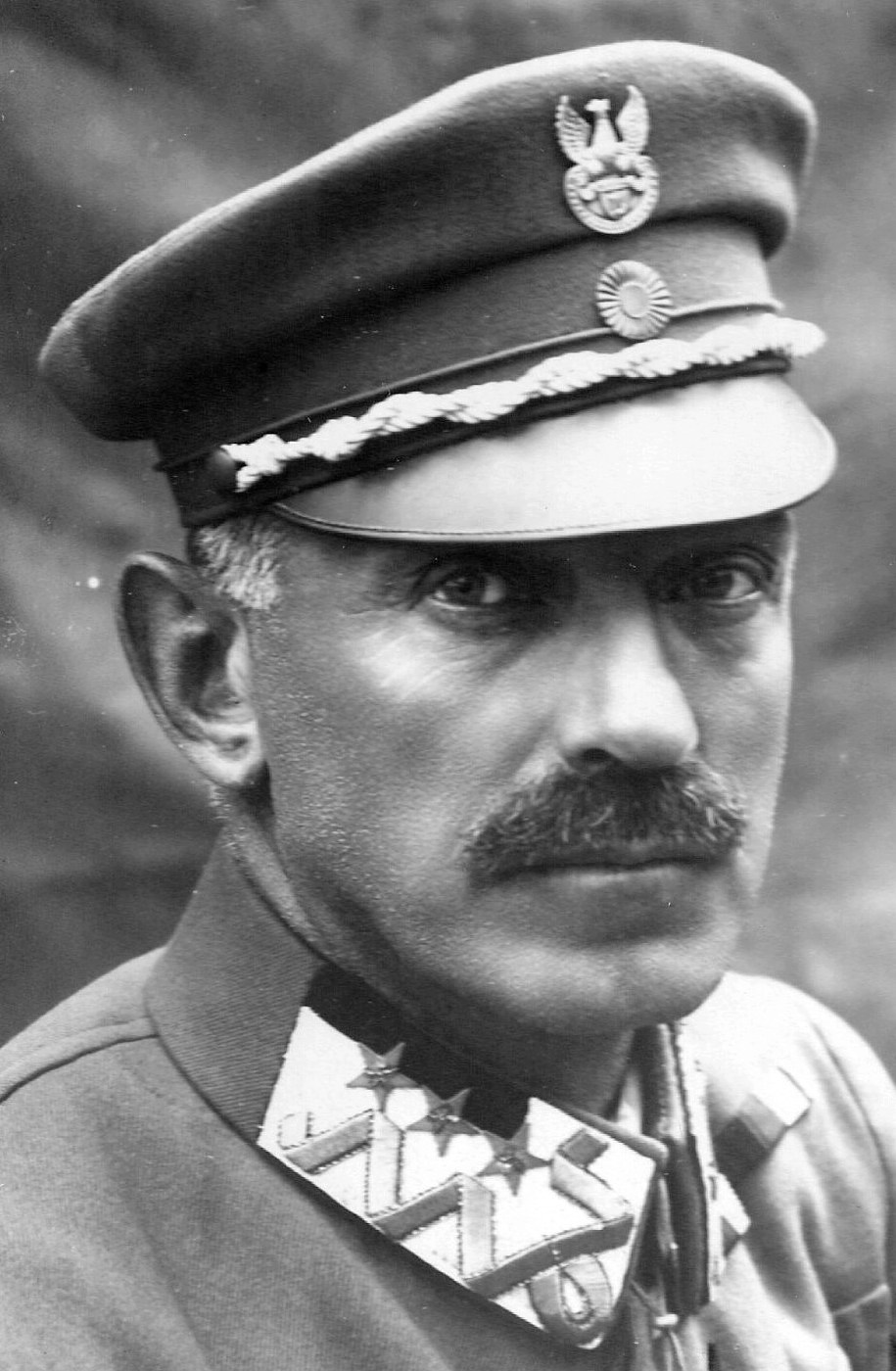
Stanisław Szeptycki, General der Waffen, Anfang der 1920er Jahre

Stanisław Maria Jan Teofil Szeptycki (* 3. November 1867 in Prylbytschi/Przyłbice, Bezirk Jaworów, Galizien; † 9. Oktober 1950 in Korczyna, Powiat Krośnieński, Woiwodschaft Rzeszów) war ein hoher Offizier (zuletzt Generalmajor) in der österreichisch-ungarischen sowie Generalleutnant (Generał broni) in der polnischen Armee und ein Politiker der Zwischenkriegszeit in Polen. Von Juni bis Dezember 1923 war er Kriegsminister der Republik Polen.

## Herkunft und Karriere bis 1914
Stanisław (Stanislaus) Szeptycki wurde in Galizien geboren, das damals zur österreichisch-ungarischen Monarchie gehörte. Er war der Sohn des Großgrundbesitzers Jan Kanty Szeptycki, der 1870 bis 1873 dem Abgeordnetenhaus des österreichischen Reichsrats und ab 1899 dem Herrenhaus angehörte. Die Adelsfamilie Szeptycki (ukrainisch Scheptyzkyj) war „ruthenischen“ (d. h. ukrainischen) Ursprungs, hatte sich aber polonisiert; der Vater wurde 1871 in den erblichen Grafenstand erhoben. Seine Mutter war Zofia, geb. Fredro, Tochter des bekannten Komödienautors Aleksander Fredro. Szeptyckis älterer Bruder war Andrej Scheptyzkyj (eigentlich Alexander), ab 1900 Metropolit der Ukrainischen Griechisch-katholischen Kirche. Der jüngere Bruder Klymentij Scheptyzkyj (eigentlich Kazimierz) übernahm zunächst die Verwaltung der Familiengüter, bevor er ebenfalls das geistliche Leben wählte und Mönch wurde.
Der junge Graf trat in die österreichisch-ungarische Armee ein und studierte an der k.u.k. Technischen Militärakademie in Wien Artilleriewesen, 1888 wurde er zum Leutnant ernannt. Nach Absolvieren der k.u.k. Kriegsschule in Wien wurde er 1896 Generalstabsoffizier. Als Hauptmann 2. Klasse war er ab 1898 Batteriekommandant in Großwardein (Oradea), 1904 wurde er nach Krakau versetzt. Während des Russisch-Japanischen Kriegs 1904–1905 wurde er als Kriegsattaché bei der russischen Armee nach Ostasien entsandt. Zurück in Wien war er im Evidenzbüro des Generalstabs (österreichischer Militärnachrichtendienst) beschäftigt, bevor er 1907 als Major Generalstabschef der Kavallerie-Truppendivision in Wien wurde. Nach seiner Beförderung zum Oberstleutnant 1911 war er von 1911 bis 1914 als Militärattaché Österreich-Ungarns in Rom tätig. 1914 wurde er zum Oberst befördert.

## Erster Weltkrieg

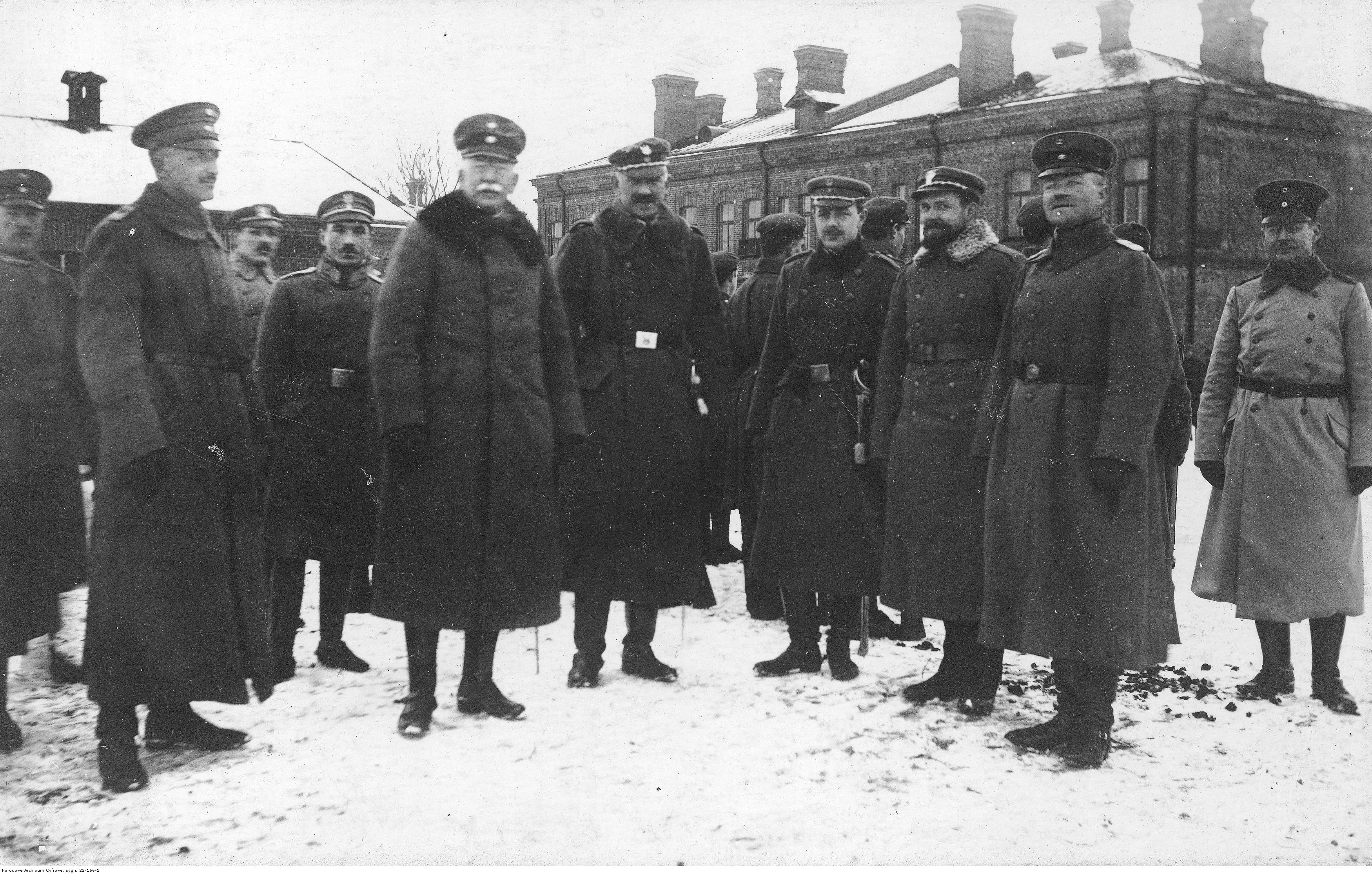
General Felix von Barth und Oberst Stanisław Szeptycki am 13. Januar 1917 in Zambrów

Im Jahr 1914 trat er zu den Polnischen Legionen über, in denen er die Führung der III. Brigade übernahm. Ab November 1916 war er Kommandeur der Legionen, die am 19. September 1916 in das neugegründete Polnische Hilfskorps überführt worden waren. Die Stimmung in der Truppe war wegen der bevorstehenden Unterstellung unter die Oberste Heeresleitung der deutschen Armee schlecht und Szeptycki musste zur Aufrechterhaltung der Disziplin hart durchgreifen. Das Korps stand zunächst noch unter Befehl des österreichisch-ungarischen Oberkommandos und sollte am 9. Juli 1917 auf die umstrittene Waffenbrüderschaft mit den Armeen der Mittelmächte vereidigt werden. Auf seiner Fahrt nach Warschau zur feierlichen Vereidigung des Korps erfuhr Szeptycki von der Absage der Veranstaltung als Folge der Eidkrise. Bis Februar 1918 wurde Szeptycki dann von den Österreichern als Generalgouverneur in Lublin eingesetzt. Von Juni bis Oktober 1918 führte er die 85. Landwehr Infanteriebrigade.

## Im unabhängigen Polen
Im November 1918 trat er der neugegründeten Polnischen Armee bei und übernahm von Tadeusz Rozwadowski den Posten als Chef des Polnischen Generalstabs, den er bis März 1919 behielt. Am 4. November ernannte der Warschauer Regentschaftsrat den Divisionsgeneral Szeptycki zum Befehlshaber aller polnischen Streitkräfte auf dem ehemaligen österreichisch-ungarischen Teilungsgebiet und dem unter polnischer Kontrolle befindlichen Teil Galiziens.
Während des Polnisch-Sowjetischen Kriegs kommandierte Szeptycki die Polnische Nordfront sowie die 4. Polnische Armee. Anfang August 1919 führte er den erfolgreichen Angriff auf Minsk, unter ihm waren auch Władysław Anders und Stefan Mokrzecki eingesetzt. In Folge kam es zu Meinungsverschiedenheiten mit Józef Piłsudski, woraufhin er von diesem seines Kommandos enthoben wurde.
Szeptycki schloss sich nun der Narodowa-Demokracja-Bewegung an und stellte sich offen gegen Piłsudskis Politik. Von Juni bis Dezember 1923 war er im Koalitions-Kabinett von Wincenty Witos Minister in Militärangelegenheiten (Minister spraw wojskowych); während dieser Zeit forderte er Piłsudski zu einem Duell, das von jenem aber abgelehnt wurde, da gemäß Ehrenkodex der Rangniedere nicht den Ranghöheren fordern könne. Nach dem erfolgreichen Maiputsch Piłsudskis im Jahr 1926 wurde Szeptycki aus seinen öffentlichen Ämtern entlassen. Szeptycki zog sich nun auf seinen Besitz nach Korczyna zurück.
Nach dem Zweiten Weltkrieg leitete er bis 1950 das Polnische Rote Kreuz. Mit Rücksicht auf seine Leistungen im polnischen Befreiungskampf wurde Szeptycki von der sozialistischen Regierung Polens nach dem Krieg genehmigt, auf seinem Anwesen in Korczyna bis zu seinem Tode wohnen zu dürfen.

## Auszeichnungen
- Militär-Jubiläumskreuz 1908
- Jubiläums-Erinnerungsmedaille 1898
- Dienstzeichen für Offiziere III. Klasse
- Militärverdienstkreuz III. Klasse
- Militärverdienstkreuz III. Klasse, Kriegsdekoration mit Schwertern
- Ehrenzeichen I. Klasse Rotes Kreuz, Kriegsdekoration
- Orden der Eisernen Krone Ritter III. Klasse, Kriegsdekoration mit Schwertern
- Leopoldorden Ritterkreuz, Kriegsdekoration mit Schwertern
- Orden der Eisernen Krone Ritter II. Klasse, Kriegsdekoration mit Schwertern
- Franz-Joseph-Orden Großkreuz, Kriegsdekoration
- Silbernes Kreuz und Komturkreuz des Virtuti Militari
- Komturkreuz mit Stern des Polonia Restituta
- Freiheitskreuz, 2. Klasse (Estland)
- Lāčplēsis-Orden, 2. Klasse (Lettland)